# Zionistische Wereldorganisatie

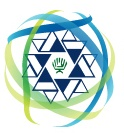
Logo van de Zionistische Wereldorganisatie

De Zionistische Wereldorganisatie (Hebreeuws: ההסתדרות הציונית העולמית: HaHistadrut HaTzionit Ha'Olamit), afgekort WZO, is een organisatie die in 1897 door Theodor Herzl en Max Nordau werd opgericht als de Zionistische Organisatie (ZO). De organisatie zet zich in voor zowel de belangen van de Joden in Israël als voor hen die zich hier willen vestigen.

## Geschiedenis

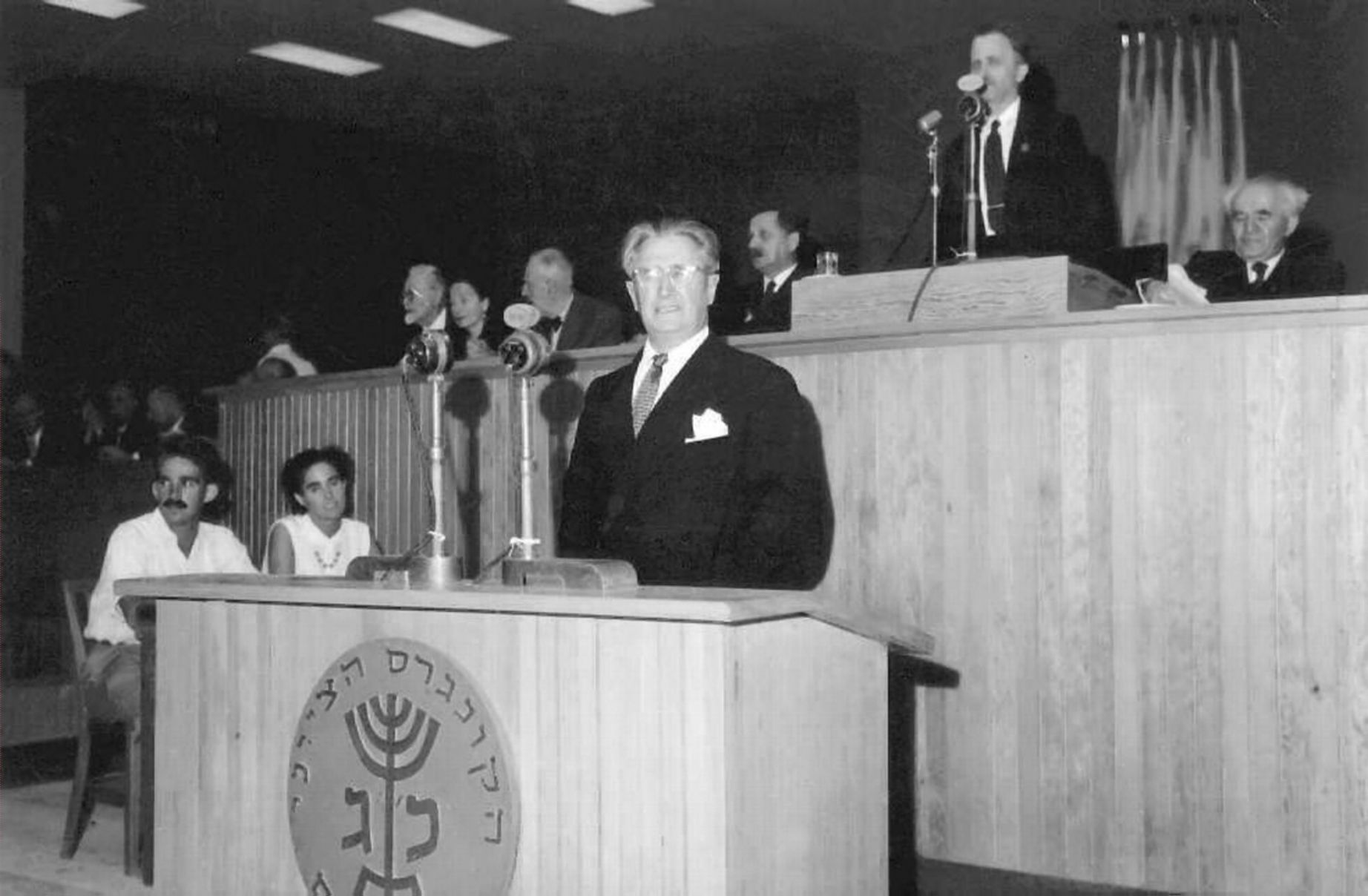
Nahum Goldman, tijdens het in 1951 gehouden Zionistencongres in Jeruzalem. Uiterst rechts zit David Ben-Gurion

De Zionistische Organisatie (ZO) werd opgericht tijdens het eerste Internationale Zionistische Congres, dat van 29 tot 31 augustus 1897 in Bazel werd gehouden. Aanleiding was het aangenomen programma om in het Ottomaanse Palestina een Joods thuisland te vestigen. De ZO was de eerste organisatie die de alia's (emigraties naar Palestina) reguleerde en hulp bood aan de jisjoev (Palestijnse Joden) bij het oprichten van hun kibboetsen. Het lidmaatschap van de organisatie was open voor alle Joden.
In 1908 werd de Palestine Zionist Executive opgericht als een parallelle organisatie. In 1929 werd deze organisatie gereorganiseerd en hernoemd in de Jewish Agency. Haar doelstellingen waren tot voor de Israëlische onafhankelijkheidsverklaring nauw verweven met die van de WZO. Hun beleidsvoering werd onder andere gelijkgetrokken in de Biltmoreconferentie van mei 1942, waarin werd gestemd voor het verwerpen van de Britse steun, het bevorderen van de immigratie met alle mogelijke middelen en het stichten van een onafhankelijke staat.

### Herorganisatie

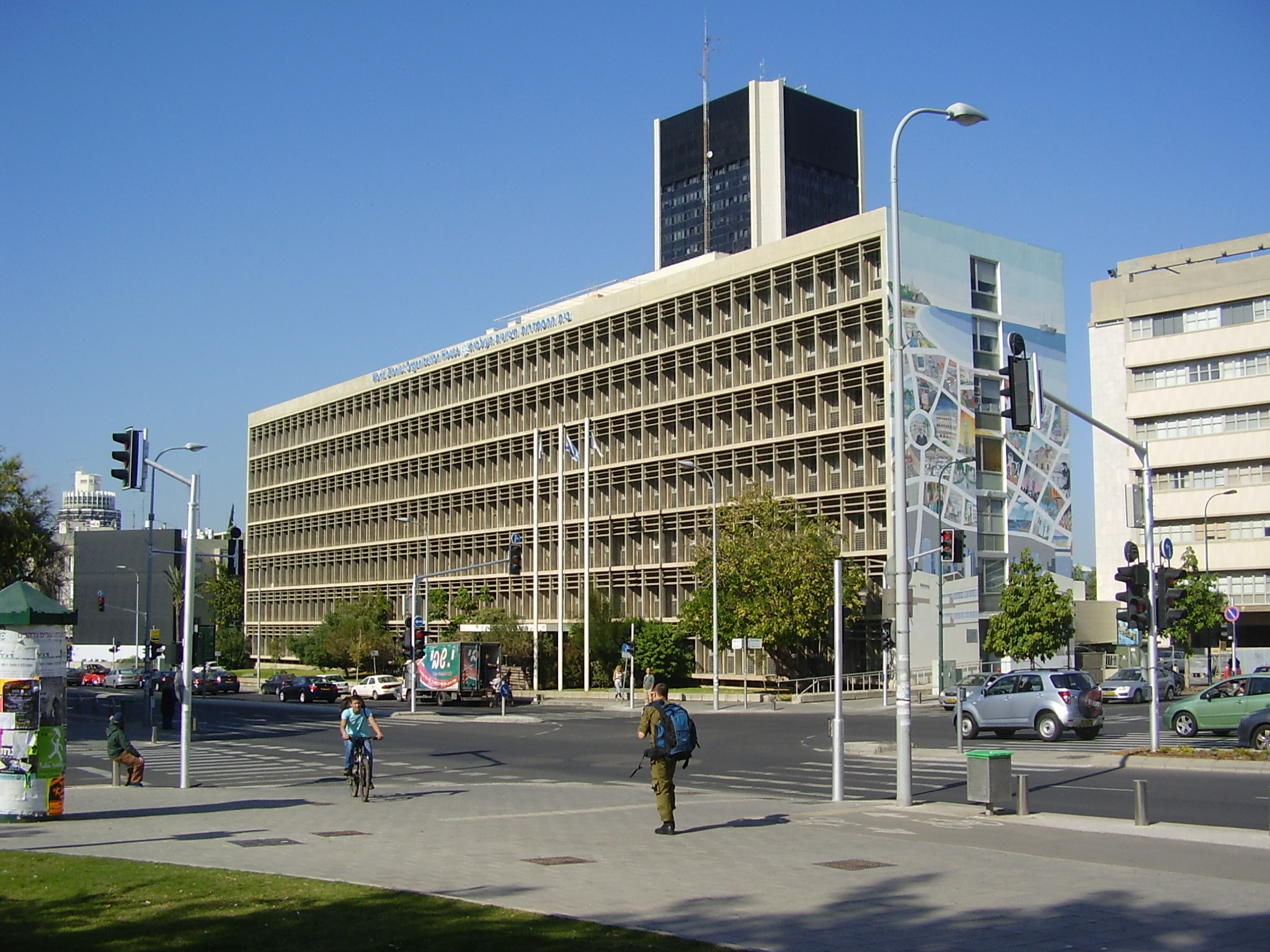
Kantoren van de Zionistische Wereldorganisatie in Tel Aviv

In januari 1960 werd de naam van de organisatie veranderd in 'Zionistische Wereldorganisatie' (WZO). Lidmaatschap van de organisatie was voortaan alleen voorbehouden aan organisaties. Momenteel streeft de organisatie de volgende doelstellingen na: 
- De eenheid van het Joodse volk, zijn verbondenheid met het historische thuisland Erets Israel ('Land Israël') en de centraliteit van de huidige staat Israël en zijn hoofdstad Jeruzalem in haar geschiedenis;
- Alia naar Israël vanuit elk land en de effectieve integratie van de immigranten in de Israëlische maatschappij;
- Het versterken van Israël als een Joodse, zionistische en democratische staat en het streven naar een voorbeeldige samenleving met een uniek moreel en spiritueel karakter;
- Het nastreven van een onderling respect onder het Joodse volk met zijn grote diversiteit, geworteld in de visioenen van de profeten, het streven naar vrede en de wens om de wereld te verbeteren;
- Het waarborgen van de toekomst en identiteit van het Joodse volk door het bevorderen van het Joodse en zionistische onderwijs, het ontwikkelen van spirituele en culturele waarden en het onderwijzen van het Hebreeuws als de nationale taal;
- Het voeden van wederzijdse Joodse verantwoordelijkheid, het verdedigen van de rechten van Joden als individuen en als een natie, het vertegenwoordigen van de nationale zionistische belangen van het Joodse volk en het strijden tegen alle uitingen van antisemitisme;
- Het bewonen van het land als een uiting van praktisch zionisme.

## Presidenten
- Theodor Herzl: (1897–1904)
- David Wolffsohn: (1905–1911)
- Otto Warburg: (1911–1921)
- Chaim Weizmann: (1921–1931)
- Nahum Sokolow: (1931–1935)
- Chaim Weizmann: (1935–1946)
- David Ben-Gurion: (1946–1956)
- Nahum Goldmann: (1956–1968)
- Ehud Avriel: (1968–1972)